# NGC 2049
NGC 2049 (również PGC 17657) – galaktyka spiralna (Sa), znajdująca się w gwiazdozbiorze Gołębia. Odkrył ją John Herschel 28 stycznia 1835 roku.